# Pseuderesia orientalis
Pseuderesia orientalis är en fjärilsart som beskrevs av Henry Stempffer 1962. Pseuderesia orientalis ingår i släktet Pseuderesia och familjen juvelvingar. Inga underarter finns listade i Catalogue of Life.